# Ralekgetho
Ralekgetho est une ville du Botswana.